# Trois vallées varésines féminines 2024
La 4e édition des  Trois vallées varésines féminines a eu lieu le 9 octobre 2024. Elle fait partie du calendrier UCI en catégorie 1.Pro. Elle est remportée par la Française Cédrine Kerbaol.

## Parcours
À cause de la pluie, le parcours est raccourci d'un tour du premier circuit et de deux tours finals long de 15,8 km.

## Équipes
| UCI Women's WorldTeams (10)- Ceratizit-WNT Pro Cycling - FDJ-Suez - Fenix-Deceuninck - Human Powered Health - Lidl-Trek - Liv AlUla Jayco - Movistar Team - Team DSM-Firmenich PostNL - UAE Team ADQ - Uno-X Mobility Équipes féminines continentales (7)- Arkea-B&B Hotels women - Bepink-Bongioanni - Cofidis - Isolmant-Premac-Vittoria - Laboral Kutxa-Fundacion Euskadi - Top Girls Fassa Bortolo - VolkerWessels Équipe régionale et de club- WCC Team |
| |

## Récit de la course
Il pleut sur la course. En début de course, Liane Lippert tente de sortir, mais on ne la laisse pas partir. À soixante-quinze kilomètres de l'arrivée, un groupe avec : Mareille Meijering, Flora Perkins, Ruth Edwards, Francesca Barale, Silvia Persico, Joscelin Lowden et Monica Trinca Colonel se forme. Il a une minute d'avance à trente-cinq kilomètres de la fin. À l'entame des deux tours finals, Meijering attaque. Elle doit néanmoins se résigner. Dix kilomètres plus loin, le groupe est repris par le peloton. Dans l'avant dernière ascension vers Varese, Juliette Labous passe à l'offensive. Elle est ensuite imitée par Julie Bego dans la côte de Montello. Labous et Lippert la rejoignent. Néanmoins, elles sont reprises et Persico avec Cédrine Kerbaol contrent. Dans l'ultime ascension de Salita dei Ronchi, Kerbaol distance Persico. Elle n'est plus reprise. Lippert revient sur Persico, mais cette dernière se montre plus rapide au sprint.

## Classements

### Classement final
| \| Classement général \| Classement général \| Classement général \| Classement général \| Classement général \| \| Coureuse \| Coureuse \| Pays \| Équipe \| Temps \| \| ------------------ \| --------------------- \| ------------------ \| ------------------------- \| ------------------ \| \| 1re \| Cédrine Kerbaol \| France \| Ceratizit-WNT Pro Cycling \| 2 h 54 min 58 s \| \| 2e \| Silvia Persico \| Italie \| UAE Team ADQ \| + 12 s \| \| 3e \| Liane Lippert \| Allemagne \| Movistar Team \| + 12 s \| \| 4e \| Eleonora Gasparrini \| Italie \| UAE Team ADQ \| + 41 s \| \| 5e \| Julie Bego \| France \| Cofidis \| + 41 s \| \| 6e \| Juliette Labous \| France \| Team dsm-firmenich PostNL \| + 41 s \| \| 7e \| Monica Trinca Colonel \| Italie \| Bepink-Bongioanni \| + 41 s \| \| 8e \| Olha Kulynych \| Ukraine \| Fenix-Deceuninck \| + 41 s \| \| 9e \| Erica Magnaldi \| Italie \| UAE Team ADQ \| + 41 s \| \| 10e \| Ruth Edwards \| États-Unis \| Human Powered Health \| + 1 min 07 s \| |                       |            |                           |                 |
| |                       |            |                           |                 |
| Source : ProCyclingStats |                       |            |                           |                 |
| Classement général |                       |            |                           |                 |
| Coureuse | Coureuse              | Pays       | Équipe                    | Temps           |
| 1re | Cédrine Kerbaol       | France     | Ceratizit-WNT Pro Cycling | 2 h 54 min 58 s |
| 2e | Silvia Persico        | Italie     | UAE Team ADQ              | + 12 s          |
| 3e | Liane Lippert         | Allemagne  | Movistar Team             | + 12 s          |
| 4e | Eleonora Gasparrini   | Italie     | UAE Team ADQ              | + 41 s          |
| 5e | Julie Bego            | France     | Cofidis                   | + 41 s          |
| 6e | Juliette Labous       | France     | Team dsm-firmenich PostNL | + 41 s          |
| 7e | Monica Trinca Colonel | Italie     | Bepink-Bongioanni         | + 41 s          |
| 8e | Olha Kulynych         | Ukraine    | Fenix-Deceuninck          | + 41 s          |
| 9e | Erica Magnaldi        | Italie     | UAE Team ADQ              | + 41 s          |
| 10e | Ruth Edwards          | États-Unis | Human Powered Health      | + 1 min 07 s    |

### Points UCI
| Position           | 1er | 2e  | 3e  | 4e  | 5e | 6e | 7e | 8e | 9e | 10e | 11e | 12e | 13e | 14e | 15e | 16e à 25e |
| Classement général | 200 | 150 | 125 | 100 | 85 | 70 | 60 | 50 | 40 | 35  | 30  | 25  | 20  | 15  | 10  | 5         |

## Liste des participantes
| Movistar Team MOV | Movistar Team MOV          | Movistar Team MOV |
| ----------------- | -------------------------- | ----------------- |
| Num               | Coureuse                   | Pos               |
| 1                 | Liane Lippert (GER)        | 3e                |
| 2                 | Cat Ferguson (GBR)         | 22e               |
| 3                 | Sara Martín (ESP)          | AB                |
| 4                 | Mareille Meijering (NED)   | 21e               |
| 5                 | Paula Patiño (COL) (route) | AB                |
| 6                 | Claire Steels (GBR)        | AB                |

| Ceratizit-WNT Pro Cycling WNT | Ceratizit-WNT Pro Cycling WNT | Ceratizit-WNT Pro Cycling WNT |
| ----------------------------- | ----------------------------- | ----------------------------- |
| Num                           | Coureuse                      | Pos                           |
| 11                            | Alice Maria Arzuffi (ITA)     | AB                            |
| 12                            | Lana Eberle (GER)             | AB                            |
| 13                            | Laura Asencio (FRA)           | AB                            |
| 14                            | Nina Berton (LUX)             | 27e                           |
| 16                            | Cédrine Kerbaol (FRA)         | 1re                           |

| FDJ-Suez FST | FDJ-Suez FST            | FDJ-Suez FST |
| ------------ | ----------------------- | ------------ |
| Num          | Coureuse                | Pos          |
| 21           | Grace Brown (AUS)       | AB           |
| 22           | Nina Buysman (NED)      | NP           |
| 23           | Amber Kraak (NED)       | 12e          |
| 24           | Évita Muzic (FRA)       | NP           |
| 25           | Vittoria Guazzini (ITA) | AB           |
| 26           | Jade Wiel (FRA)         | AB           |

| Fenix-Deceuninck FED | Fenix-Deceuninck FED       | Fenix-Deceuninck FED |
| -------------------- | -------------------------- | -------------------- |
| Num                  | Coureuse                   | Pos                  |
| 31                   | Pauliena Rooijakkers (NED) | 32e                  |
| 32                   | Olha Kulynych (UKR)        | 8e                   |
| 33                   | Flora Perkins (GBR)        | 11e                  |
| 35                   | Petra Stiasny (SUI)        | AB                   |

| Human Powered Health HPH | Human Powered Health HPH | Human Powered Health HPH |
| ------------------------ | ------------------------ | ------------------------ |
| Num                      | Coureuse                 | Pos                      |
| 41                       | Barbara Malcotti (ITA)   | 29e                      |
| 42                       | Julia Biryukova (UKR)    | 17e                      |
| 43                       | Giada Borghesi (ITA)     | AB                       |
| 44                       | Ruth Edwards (USA)       | 10e                      |
| 45                       | Katia Ragusa (ITA)       | AB                       |
| 46                       | Silvia Zanardi (ITA)     | AB                       |

| Lidl-Trek LTK | Lidl-Trek LTK                   | Lidl-Trek LTK |
| ------------- | ------------------------------- | ------------- |
| Num           | Coureuse                        | Pos           |
| 52            | Brodie Chapman (AUS)            | AB            |
| 53            | Lizzie Deignan (GBR)            | AB            |
| 54            | Lauretta Hanson (AUS)           | AB            |
| 55            | Gaia Realini (ITA)              | NP            |
| 56            | Felicity Wilson-Haffenden (AUS) | AB            |

| Liv AlUla Jayco LAJ | Liv AlUla Jayco LAJ        | Liv AlUla Jayco LAJ |
| ------------------- | -------------------------- | ------------------- |
| Num                 | Coureuse                   | Pos                 |
| 61                  | Urška Žigart (SLO) (route) | 31e                 |
| 62                  | Anna Trevisi (ITA)         | AB                  |
| 63                  | Caroline Andersson (SWE)   | 35e                 |
| 64                  | Matilde Vitillo (ITA)      | AB                  |
| 66                  | Mavi García (ESP)          | 30e                 |

| Team dsm-firmenich PostNL DFP | Team dsm-firmenich PostNL DFP | Team dsm-firmenich PostNL DFP |
| ----------------------------- | ----------------------------- | ----------------------------- |
| Num                           | Coureuse                      | Pos                           |
| 71                            | Juliette Labous (FRA) (route) | 6e                            |
| 72                            | Francesca Barale (ITA)        | 14e                           |
| 73                            | Eleonora Ciabocco (ITA)       | 26e                           |
| 74                            | Josie Nelson (GBR)            | AB                            |
| 75                            | Becky Storrie (GBR)           | AB                            |
| 76                            | Nienke Vinke (NED)            | 19e                           |

| UAE Team ADQ UAD | UAE Team ADQ UAD                  | UAE Team ADQ UAD |
| ---------------- | --------------------------------- | ---------------- |
| Num              | Coureuse                          | Pos              |
| 81               | Silvia Persico (ITA)              | 2e               |
| 83               | Erica Magnaldi (ITA)              | 9e               |
| 84               | Eleonora Gasparrini (ITA)         | 4e               |
| 85               | Dominika Włodarczyk (POL) (route) | 28e              |
| 86               | Anastasia Carbonari (LAT) (route) | AB               |

| Uno-X Mobility UXM | Uno-X Mobility UXM                  | Uno-X Mobility UXM |
| ------------------ | ----------------------------------- | ------------------ |
| Num                | Coureuse                            | Pos                |
| 91                 | Katrine Aalerud (NOR)               | AB                 |
| 92                 | Joscelin Lowden (GBR)               | 20e                |
| 93                 | Elinor Barker (GBR)                 | AB                 |
| 94                 | Marte Berg Edseth (NOR)             | 16e                |
| 95                 | Mie Bjørndal Ottestad (NOR) (route) | 15e                |

| Ukraine UKR | Ukraine UKR         | Ukraine UKR |
| ----------- | ------------------- | ----------- |
| Num         | Coureuse            | Pos         |
| 101         | Alina Bogdan        | AB          |
| 102         | Maryna Altukhova    | AB          |
| 103         | Valeria Ponomarenko | AB          |
| 104         | Nataliia Safroniuk  | AB          |

| A.S.D. K2 Women Team KWT | A.S.D. K2 Women Team KWT  | A.S.D. K2 Women Team KWT |
| ------------------------ | ------------------------- | ------------------------ |
| Num                      | Coureuse                  | Pos                      |
| 111                      | Giulia Giuliani (ITA)     | AB                       |
| 112                      | Vittoria Ruffilli (ITA)   | AB                       |
| 113                      | Viktoriia Melnychuk (UKR) | AB                       |
| 115                      | Sara Pellegrini (ITA)     | AB                       |
| 116                      | Alice Papo (ITA)          | AB                       |

| Arkéa-B&B Hotels Women ARK | Arkéa-B&B Hotels Women ARK | Arkéa-B&B Hotels Women ARK |
| -------------------------- | -------------------------- | -------------------------- |
| Num                        | Coureuse                   | Pos                        |
| 121                        | Titia Ryo (FRA)            | NP                         |
| 122                        | Lotte Claes (BEL)          | 23e                        |
| 123                        | Maurène Trégouët (FRA)     | AB                         |
| 124                        | Océane Mahé (FRA)          | AB                         |
| 125                        | Clémence Latimier (FRA)    | AB                         |
| 126                        | Maëva Squiban (FRA)        | AB                         |

| Aromitalia 3T Vaiano VAI | Aromitalia 3T Vaiano VAI     | Aromitalia 3T Vaiano VAI |
| ------------------------ | ---------------------------- | ------------------------ |
| Num                      | Coureuse                     | Pos                      |
| 131                      | Rasa Leleivytė (LTU)         | AB                       |
| 132                      | Irene Affolati (ITA)         | AB                       |
| 133                      | Elisa Tottolo (ITA)          | AB                       |
| 134                      | Serena Brillante Romeo (ITA) | AB                       |
| 135                      | Romina Costantini (ITA)      | AB                       |
| 136                      | Ainhoa Moreno (ESP)          | AB                       |

| Bepink-Bongioanni BPK | Bepink-Bongioanni BPK       | Bepink-Bongioanni BPK |
| --------------------- | --------------------------- | --------------------- |
| Num                   | Coureuse                    | Pos                   |
| 141                   | Silvia Milesi (ITA)         | AB                    |
| 143                   | Angela Oro (ITA)            | AB                    |
| 144                   | Elisa Valtulini (ITA)       | AB                    |
| 145                   | Monica Trinca Colonel (ITA) | AB                    |
| 145                   | Monica Trinca Colonel (ITA) | 7e                    |

| BTC City Ljubljana Zhiraf Ambedo BZA | BTC City Ljubljana Zhiraf Ambedo BZA | BTC City Ljubljana Zhiraf Ambedo BZA |
| ------------------------------------ | ------------------------------------ | ------------------------------------ |
| Num                                  | Coureuse                             | Pos                                  |
| 151                                  | Urša Pintar (SLO)                    | AB                                   |
| 152                                  | Hanna Tserakh (BLR)                  | AB                                   |
| 153                                  | Yelizaveta Sklyarova (KAZ)           | AB                                   |
| 154                                  | Argyro Milaki (GRE)                  | AB                                   |
| 155                                  | Giorgia Serena (ITA)                 | AB                                   |
| 156                                  | Špela Colnar (SLO)                   | AB                                   |

| Cofidis COF | Cofidis COF          | Cofidis COF |
| ----------- | -------------------- | ----------- |
| Num         | Coureuse             | Pos         |
| 161         | Hannah Ludwig (GER)  | 25e         |
| 162         | Julie Bego (FRA)     | 5e          |
| 163         | Flavie Boulais (FRA) | AB          |
| 164         | Ema Comte (FRA)      | 33e         |
| 165         | Špela Kern (SLO)     | AB          |
| 166         | Nikola Nosková (CZE) | NP          |

| Isolmant-Premac-Vittoria SBT | Isolmant-Premac-Vittoria SBT | Isolmant-Premac-Vittoria SBT |
| ---------------------------- | ---------------------------- | ---------------------------- |
| Num                          | Coureuse                     | Pos                          |
| 171                          | Valeria Curnis (ITA)         | AB                           |
| 172                          | Sofia Arici (ITA)            | AB                           |
| 173                          | Sara Pepoli (ITA)            | AB                           |
| 175                          | Beatrice Rossato (ITA)       | 24e                          |
| 176                          | Asia Zontone (ITA)           | AB                           |

| Laboral Kutxa-Fundación Euskadi LKF | Laboral Kutxa-Fundación Euskadi LKF | Laboral Kutxa-Fundación Euskadi LKF |
| ----------------------------------- | ----------------------------------- | ----------------------------------- |
| Num                                 | Coureuse                            | Pos                                 |
| 181                                 | Nadia Quagliotto (ITA)              | 13e                                 |
| 182                                 | Yurani Blanco (ESP)                 | AB                                  |
| 183                                 | Usoa Ostolaza (ESP)                 | AB                                  |
| 184                                 | Debora Silvestri (ITA)              | AB                                  |
| 185                                 | Laura Tomasi (ITA)                  | AB                                  |
| 186                                 | Cristina Tonetti (ITA)              | AB                                  |

| Team Dukla Praha TDP | Team Dukla Praha TDP       | Team Dukla Praha TDP |
| -------------------- | -------------------------- | -------------------- |
| Num                  | Coureuse                   | Pos                  |
| 191                  | Jarmila Machačová (CZE)    | AB                   |
| 192                  | Barbora Němcová (CZE)      | AB                   |
| 193                  | Nela Slanikova (CZE)       | AB                   |
| 194                  | Gabriela Bártová (CZE)     | AB                   |
| 195                  | Veronika Bartoníková (CZE) | AB                   |
| 196                  | Kristýna Burlová (CZE)     | AB                   |

| Team Mendelspeck Ge-Man MDS | Team Mendelspeck Ge-Man MDS  | Team Mendelspeck Ge-Man MDS |
| --------------------------- | ---------------------------- | --------------------------- |
| Num                         | Coureuse                     | Pos                         |
| 201                         | Michela De Grandis (ITA)     | AB                          |
| 202                         | Sara Piffer (ITA)            | AB                          |
| 203                         | Giulia Vallotto (ITA)        | AB                          |
| 204                         | Noemi Lucrezia Eremita (ITA) | AB                          |
| 205                         | Alice Capasso (ITA)          | AB                          |
| 206                         | Giulia Miotto (ITA)          | AB                          |

| Top Girls Fassa Bortolo TOP | Top Girls Fassa Bortolo TOP | Top Girls Fassa Bortolo TOP |
| --------------------------- | --------------------------- | --------------------------- |
| Num                         | Coureuse                    | Pos                         |
| 211                         | Virginia Bortoli (ITA)      | AB                          |
| 212                         | Monica Castagna (ITA)       | 34e                         |
| 213                         | Alessia Missiaggia (ITA)    | AB                          |
| 214                         | Elisa De Vallier (ITA)      | AB                          |
| 215                         | Marta Pavesi (ITA)          | AB                          |
| 216                         | Chiara Reghini (ITA)        | AB                          |

| VolkerWessels VWT | VolkerWessels VWT           | VolkerWessels VWT |
| ----------------- | --------------------------- | ----------------- |
| Num               | Coureuse                    | Pos               |
| 221               | Anne Van Rooijen (NED)      | AB                |
| 222               | Margot Vanpachtenbeke (BEL) | AB                |
| 223               | Eline Jansen (NED)          | 18e               |
| 224               | Anne Knijnenburg (NED)      | AB                |

| Centre mondial du cyclisme WCC | Centre mondial du cyclisme WCC | Centre mondial du cyclisme WCC |
| ------------------------------ | ------------------------------ | ------------------------------ |
| Num                            | Coureuse                       | Pos                            |
| 231                            | Dziyana Lebedz (BLR)           | AB                             |
| 232                            | Shaknoza Abdullaeva (UZB)      | AB                             |
| 233                            | Juliana Londoño (COL)          | AB                             |
| 234                            | Nika Bobnar (SLO)              | AB                             |
| 235                            | Yulduz Hashimi (AFG)           | AB                             |

| Movistar Team MOV | Movistar Team MOV          | Movistar Team MOV |
| ----------------- | -------------------------- | ----------------- |
| Num               | Coureuse                   | Pos               |
| 1                 | Liane Lippert (GER)        | 3e                |
| 2                 | Cat Ferguson (GBR)         | 22e               |
| 3                 | Sara Martín (ESP)          | AB                |
| 4                 | Mareille Meijering (NED)   | 21e               |
| 5                 | Paula Patiño (COL) (route) | AB                |
| 6                 | Claire Steels (GBR)        | AB                |

| Ceratizit-WNT Pro Cycling WNT | Ceratizit-WNT Pro Cycling WNT | Ceratizit-WNT Pro Cycling WNT |
| ----------------------------- | ----------------------------- | ----------------------------- |
| Num                           | Coureuse                      | Pos                           |
| 11                            | Alice Maria Arzuffi (ITA)     | AB                            |
| 12                            | Lana Eberle (GER)             | AB                            |
| 13                            | Laura Asencio (FRA)           | AB                            |
| 14                            | Nina Berton (LUX)             | 27e                           |
| 16                            | Cédrine Kerbaol (FRA)         | 1re                           |

| FDJ-Suez FST | FDJ-Suez FST            | FDJ-Suez FST |
| ------------ | ----------------------- | ------------ |
| Num          | Coureuse                | Pos          |
| 21           | Grace Brown (AUS)       | AB           |
| 22           | Nina Buysman (NED)      | NP           |
| 23           | Amber Kraak (NED)       | 12e          |
| 24           | Évita Muzic (FRA)       | NP           |
| 25           | Vittoria Guazzini (ITA) | AB           |
| 26           | Jade Wiel (FRA)         | AB           |

| Fenix-Deceuninck FED | Fenix-Deceuninck FED       | Fenix-Deceuninck FED |
| -------------------- | -------------------------- | -------------------- |
| Num                  | Coureuse                   | Pos                  |
| 31                   | Pauliena Rooijakkers (NED) | 32e                  |
| 32                   | Olha Kulynych (UKR)        | 8e                   |
| 33                   | Flora Perkins (GBR)        | 11e                  |
| 35                   | Petra Stiasny (SUI)        | AB                   |

| Human Powered Health HPH | Human Powered Health HPH | Human Powered Health HPH |
| ------------------------ | ------------------------ | ------------------------ |
| Num                      | Coureuse                 | Pos                      |
| 41                       | Barbara Malcotti (ITA)   | 29e                      |
| 42                       | Julia Biryukova (UKR)    | 17e                      |
| 43                       | Giada Borghesi (ITA)     | AB                       |
| 44                       | Ruth Edwards (USA)       | 10e                      |
| 45                       | Katia Ragusa (ITA)       | AB                       |
| 46                       | Silvia Zanardi (ITA)     | AB                       |

| Lidl-Trek LTK | Lidl-Trek LTK                   | Lidl-Trek LTK |
| ------------- | ------------------------------- | ------------- |
| Num           | Coureuse                        | Pos           |
| 52            | Brodie Chapman (AUS)            | AB            |
| 53            | Lizzie Deignan (GBR)            | AB            |
| 54            | Lauretta Hanson (AUS)           | AB            |
| 55            | Gaia Realini (ITA)              | NP            |
| 56            | Felicity Wilson-Haffenden (AUS) | AB            |

| Liv AlUla Jayco LAJ | Liv AlUla Jayco LAJ        | Liv AlUla Jayco LAJ |
| ------------------- | -------------------------- | ------------------- |
| Num                 | Coureuse                   | Pos                 |
| 61                  | Urška Žigart (SLO) (route) | 31e                 |
| 62                  | Anna Trevisi (ITA)         | AB                  |
| 63                  | Caroline Andersson (SWE)   | 35e                 |
| 64                  | Matilde Vitillo (ITA)      | AB                  |
| 66                  | Mavi García (ESP)          | 30e                 |

| Team dsm-firmenich PostNL DFP | Team dsm-firmenich PostNL DFP | Team dsm-firmenich PostNL DFP |
| ----------------------------- | ----------------------------- | ----------------------------- |
| Num                           | Coureuse                      | Pos                           |
| 71                            | Juliette Labous (FRA) (route) | 6e                            |
| 72                            | Francesca Barale (ITA)        | 14e                           |
| 73                            | Eleonora Ciabocco (ITA)       | 26e                           |
| 74                            | Josie Nelson (GBR)            | AB                            |
| 75                            | Becky Storrie (GBR)           | AB                            |
| 76                            | Nienke Vinke (NED)            | 19e                           |

| UAE Team ADQ UAD | UAE Team ADQ UAD                  | UAE Team ADQ UAD |
| ---------------- | --------------------------------- | ---------------- |
| Num              | Coureuse                          | Pos              |
| 81               | Silvia Persico (ITA)              | 2e               |
| 83               | Erica Magnaldi (ITA)              | 9e               |
| 84               | Eleonora Gasparrini (ITA)         | 4e               |
| 85               | Dominika Włodarczyk (POL) (route) | 28e              |
| 86               | Anastasia Carbonari (LAT) (route) | AB               |

| Uno-X Mobility UXM | Uno-X Mobility UXM                  | Uno-X Mobility UXM |
| ------------------ | ----------------------------------- | ------------------ |
| Num                | Coureuse                            | Pos                |
| 91                 | Katrine Aalerud (NOR)               | AB                 |
| 92                 | Joscelin Lowden (GBR)               | 20e                |
| 93                 | Elinor Barker (GBR)                 | AB                 |
| 94                 | Marte Berg Edseth (NOR)             | 16e                |
| 95                 | Mie Bjørndal Ottestad (NOR) (route) | 15e                |

| Ukraine UKR | Ukraine UKR         | Ukraine UKR |
| ----------- | ------------------- | ----------- |
| Num         | Coureuse            | Pos         |
| 101         | Alina Bogdan        | AB          |
| 102         | Maryna Altukhova    | AB          |
| 103         | Valeria Ponomarenko | AB          |
| 104         | Nataliia Safroniuk  | AB          |

| A.S.D. K2 Women Team KWT | A.S.D. K2 Women Team KWT  | A.S.D. K2 Women Team KWT |
| ------------------------ | ------------------------- | ------------------------ |
| Num                      | Coureuse                  | Pos                      |
| 111                      | Giulia Giuliani (ITA)     | AB                       |
| 112                      | Vittoria Ruffilli (ITA)   | AB                       |
| 113                      | Viktoriia Melnychuk (UKR) | AB                       |
| 115                      | Sara Pellegrini (ITA)     | AB                       |
| 116                      | Alice Papo (ITA)          | AB                       |

| Arkéa-B&B Hotels Women ARK | Arkéa-B&B Hotels Women ARK | Arkéa-B&B Hotels Women ARK |
| -------------------------- | -------------------------- | -------------------------- |
| Num                        | Coureuse                   | Pos                        |
| 121                        | Titia Ryo (FRA)            | NP                         |
| 122                        | Lotte Claes (BEL)          | 23e                        |
| 123                        | Maurène Trégouët (FRA)     | AB                         |
| 124                        | Océane Mahé (FRA)          | AB                         |
| 125                        | Clémence Latimier (FRA)    | AB                         |
| 126                        | Maëva Squiban (FRA)        | AB                         |

| Aromitalia 3T Vaiano VAI | Aromitalia 3T Vaiano VAI     | Aromitalia 3T Vaiano VAI |
| ------------------------ | ---------------------------- | ------------------------ |
| Num                      | Coureuse                     | Pos                      |
| 131                      | Rasa Leleivytė (LTU)         | AB                       |
| 132                      | Irene Affolati (ITA)         | AB                       |
| 133                      | Elisa Tottolo (ITA)          | AB                       |
| 134                      | Serena Brillante Romeo (ITA) | AB                       |
| 135                      | Romina Costantini (ITA)      | AB                       |
| 136                      | Ainhoa Moreno (ESP)          | AB                       |

| Bepink-Bongioanni BPK | Bepink-Bongioanni BPK       | Bepink-Bongioanni BPK |
| --------------------- | --------------------------- | --------------------- |
| Num                   | Coureuse                    | Pos                   |
| 141                   | Silvia Milesi (ITA)         | AB                    |
| 143                   | Angela Oro (ITA)            | AB                    |
| 144                   | Elisa Valtulini (ITA)       | AB                    |
| 145                   | Monica Trinca Colonel (ITA) | AB                    |
| 145                   | Monica Trinca Colonel (ITA) | 7e                    |

| BTC City Ljubljana Zhiraf Ambedo BZA | BTC City Ljubljana Zhiraf Ambedo BZA | BTC City Ljubljana Zhiraf Ambedo BZA |
| ------------------------------------ | ------------------------------------ | ------------------------------------ |
| Num                                  | Coureuse                             | Pos                                  |
| 151                                  | Urša Pintar (SLO)                    | AB                                   |
| 152                                  | Hanna Tserakh (BLR)                  | AB                                   |
| 153                                  | Yelizaveta Sklyarova (KAZ)           | AB                                   |
| 154                                  | Argyro Milaki (GRE)                  | AB                                   |
| 155                                  | Giorgia Serena (ITA)                 | AB                                   |
| 156                                  | Špela Colnar (SLO)                   | AB                                   |

| Cofidis COF | Cofidis COF          | Cofidis COF |
| ----------- | -------------------- | ----------- |
| Num         | Coureuse             | Pos         |
| 161         | Hannah Ludwig (GER)  | 25e         |
| 162         | Julie Bego (FRA)     | 5e          |
| 163         | Flavie Boulais (FRA) | AB          |
| 164         | Ema Comte (FRA)      | 33e         |
| 165         | Špela Kern (SLO)     | AB          |
| 166         | Nikola Nosková (CZE) | NP          |

| Isolmant-Premac-Vittoria SBT | Isolmant-Premac-Vittoria SBT | Isolmant-Premac-Vittoria SBT |
| ---------------------------- | ---------------------------- | ---------------------------- |
| Num                          | Coureuse                     | Pos                          |
| 171                          | Valeria Curnis (ITA)         | AB                           |
| 172                          | Sofia Arici (ITA)            | AB                           |
| 173                          | Sara Pepoli (ITA)            | AB                           |
| 175                          | Beatrice Rossato (ITA)       | 24e                          |
| 176                          | Asia Zontone (ITA)           | AB                           |

| Laboral Kutxa-Fundación Euskadi LKF | Laboral Kutxa-Fundación Euskadi LKF | Laboral Kutxa-Fundación Euskadi LKF |
| ----------------------------------- | ----------------------------------- | ----------------------------------- |
| Num                                 | Coureuse                            | Pos                                 |
| 181                                 | Nadia Quagliotto (ITA)              | 13e                                 |
| 182                                 | Yurani Blanco (ESP)                 | AB                                  |
| 183                                 | Usoa Ostolaza (ESP)                 | AB                                  |
| 184                                 | Debora Silvestri (ITA)              | AB                                  |
| 185                                 | Laura Tomasi (ITA)                  | AB                                  |
| 186                                 | Cristina Tonetti (ITA)              | AB                                  |

| Team Dukla Praha TDP | Team Dukla Praha TDP       | Team Dukla Praha TDP |
| -------------------- | -------------------------- | -------------------- |
| Num                  | Coureuse                   | Pos                  |
| 191                  | Jarmila Machačová (CZE)    | AB                   |
| 192                  | Barbora Němcová (CZE)      | AB                   |
| 193                  | Nela Slanikova (CZE)       | AB                   |
| 194                  | Gabriela Bártová (CZE)     | AB                   |
| 195                  | Veronika Bartoníková (CZE) | AB                   |
| 196                  | Kristýna Burlová (CZE)     | AB                   |

| Team Mendelspeck Ge-Man MDS | Team Mendelspeck Ge-Man MDS  | Team Mendelspeck Ge-Man MDS |
| --------------------------- | ---------------------------- | --------------------------- |
| Num                         | Coureuse                     | Pos                         |
| 201                         | Michela De Grandis (ITA)     | AB                          |
| 202                         | Sara Piffer (ITA)            | AB                          |
| 203                         | Giulia Vallotto (ITA)        | AB                          |
| 204                         | Noemi Lucrezia Eremita (ITA) | AB                          |
| 205                         | Alice Capasso (ITA)          | AB                          |
| 206                         | Giulia Miotto (ITA)          | AB                          |

| Top Girls Fassa Bortolo TOP | Top Girls Fassa Bortolo TOP | Top Girls Fassa Bortolo TOP |
| --------------------------- | --------------------------- | --------------------------- |
| Num                         | Coureuse                    | Pos                         |
| 211                         | Virginia Bortoli (ITA)      | AB                          |
| 212                         | Monica Castagna (ITA)       | 34e                         |
| 213                         | Alessia Missiaggia (ITA)    | AB                          |
| 214                         | Elisa De Vallier (ITA)      | AB                          |
| 215                         | Marta Pavesi (ITA)          | AB                          |
| 216                         | Chiara Reghini (ITA)        | AB                          |

| VolkerWessels VWT | VolkerWessels VWT           | VolkerWessels VWT |
| ----------------- | --------------------------- | ----------------- |
| Num               | Coureuse                    | Pos               |
| 221               | Anne Van Rooijen (NED)      | AB                |
| 222               | Margot Vanpachtenbeke (BEL) | AB                |
| 223               | Eline Jansen (NED)          | 18e               |
| 224               | Anne Knijnenburg (NED)      | AB                |

| Centre mondial du cyclisme WCC | Centre mondial du cyclisme WCC | Centre mondial du cyclisme WCC |
| ------------------------------ | ------------------------------ | ------------------------------ |
| Num                            | Coureuse                       | Pos                            |
| 231                            | Dziyana Lebedz (BLR)           | AB                             |
| 232                            | Shaknoza Abdullaeva (UZB)      | AB                             |
| 233                            | Juliana Londoño (COL)          | AB                             |
| 234                            | Nika Bobnar (SLO)              | AB                             |
| 235                            | Yulduz Hashimi (AFG)           | AB                             |